# Gloniaceae
Gloniaceae är en familj av svampar som först beskrevs av Corda, och fick sitt nu gällande namn av Boehm, Schoch och Joseph W. Spatafora. Gloniaceae ingår i ordningen Mytilinidiales, klassen Dothideomycetes, divisionen sporsäcksvampar och riket svampar.
Kladogram enligt Dyntaxa:
| Gloniaceae | \| \| Cenococcum \| \| \| \| |
|            | \| \| Cenococcum \| \| \| \| |
|            | Mytilinidiaceae              |
|            |                              |
|            | Cenococcum                   |
|            |                              |

|  | Cenococcum |
|  |            |

## Bildgalleri

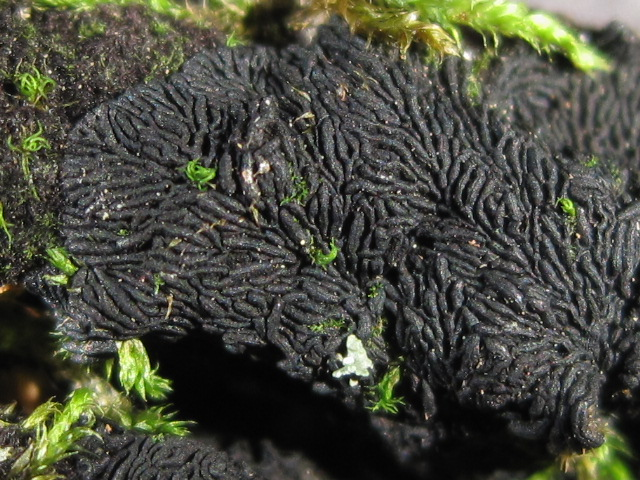